# ناحیه کلدواتر، ایزابلا، میشیگان
ناحیه کلدواتر (به انگلیسی: Coldwater Township) یک منطقهٔ مسکونی در ایالات متحده آمریکا است که در شهرستان ایزابلا، میشیگان واقع شده‌است.
 ناحیه کلدواتر ۹۳٫۱ کیلومتر مربع مساحت و ۷۳۷ نفر جمعیت دارد و ۳۲۲ متر بالاتر از سطح دریا واقع شده‌است.